# Ammannia auriculata
Ammannia auriculata là một loài thực vật có hoa trong họ Lythraceae. Loài này được Willd. mô tả khoa học đầu tiên năm 1806.